# Trachenhöfstatt
Trachenhöfstatt (fränkisch: Hegschdad) ist ein Gemeindeteil der Stadt Heilsbronn im Landkreis Ansbach (Mittelfranken, Bayern). Trachenhöfstatt liegt in der Gemarkung Seitendorf.

## Geografie
Beim Weiler entspringt ein namenloser Bach, der sich mit einem anderen namenlosen Bach zu einem rechten Zufluss des Weißenbronner Bächleins vereinigt, der ein rechter Zufluss der Schwabach ist. Südöstlich des Orts liegt der Rompelgraben, im Südwesten das Betzenlohefeld und im Nordwesten das Waldgebiet Hölle. Eine Gemeindeverbindungsstraße führt nach Seitendorf (0,8 km nordöstlich) bzw. zur Kreisstraße AN 17 (1,6 km westlich) unmittelbar südlich von Weißenbronn.

## Geschichte
Der Ort wurde 1245 als „Trashouestet“ erstmals urkundlich erwähnt. Der Ortsname bedeutet Zu der Hofstatt des Thragobold, Thragowald, Tragulf o. ä. In dieser Urkunde wurde bestätigt, dass das Kloster Heilsbronn durch Tausch mit Konrad und Rudiger von Dietenhofen Güter im Ort erworben hatte. Ursprünglich bestand Trachenhöfstatt nur aus zwei Höfen.
Im 16-Punkte-Bericht des Klosteramts Heilsbronn aus dem Jahr 1608 wurden für Trachenhöfstatt 2 Mannschaften verzeichnet: Beide Höfe hatten das Klosterverwalteramt Heilsbronn als Grundherrn. Das Hochgericht übte das brandenburg-ansbachische Kasten- und Stadtvogteiamt Windsbach aus. Der Ort verödete im Dreißigjährigen Krieg.
Gegen Ende des 18. Jahrhunderts gab es in Trachenhöfstatt 3 Anwesen. Das Hochgericht übte das Kasten- und Stadtvogteiamt Windsbach aus, die Dorf- und Gemeindeherrschaft und die Grundherrschaft über die drei Halbhöfe hatte das Klosterverwalteramt Heilsbronn. Neben den Anwesen gab es noch ein Gemeindehirtenhaus. Von 1797 bis 1808 unterstand der Ort dem Justiz- und Kammeramt Windsbach. Die Zahl der Anwesen blieb unverändert.
Im Rahmen des Gemeindeedikts wurde Trachenhöfstatt dem 1808 gebildeten Steuerdistrikt Weißenbronn und der 1810 gegründeten Ruralgemeinde Weißenbronn zugeordnet. Mit dem Zweiten Gemeindeedikt (1818) wurde Trachenhöfstatt in die neu gebildete Ruralgemeinde Seitendorf umgemeindet. Im Zuge der Gebietsreform in Bayern wurde diese am 1. Januar 1972 in die Stadt Heilsbronn eingegliedert.

## Einwohnerentwicklung
| Jahr      | 001818 | 001840 | 001861 | 001871 | 001885 | 001900 | 001925 | 001950 | 001961 | 001970 | 001987 | 002007 | 002016 |
| Einwohner | 25     | 37     | 32     | 32     | 23     | 21     | 25     | 32     | 22     | 20     | 20     | 19     | 26     |
| Häuser    | 3      | 4      |        |        | 5      | 6      | 6      | 5      | 5      |        | 5      |        |        |
| Quelle    | [ 15 ] | [ 16 ] | [ 17 ] | [ 18 ] | [ 19 ] | [ 20 ] | [ 21 ] | [ 22 ] | [ 23 ] | [ 24 ] | [ 25 ] |        | [ 1 ]  |

## Religion
Trachenhöfstatt ist seit der Reformation evangelisch-lutherisch geprägt und war ursprünglich nach St. Emmeram (Rohr) gepfarrt. Seit dem 9. Oktober 1821 ist die Pfarrei St. Michael (Weißenbronn) zuständig. Die Einwohner römisch-katholischer Konfession sind nach Unsere Liebe Frau (Heilsbronn) gepfarrt.